# 北普法尔茨

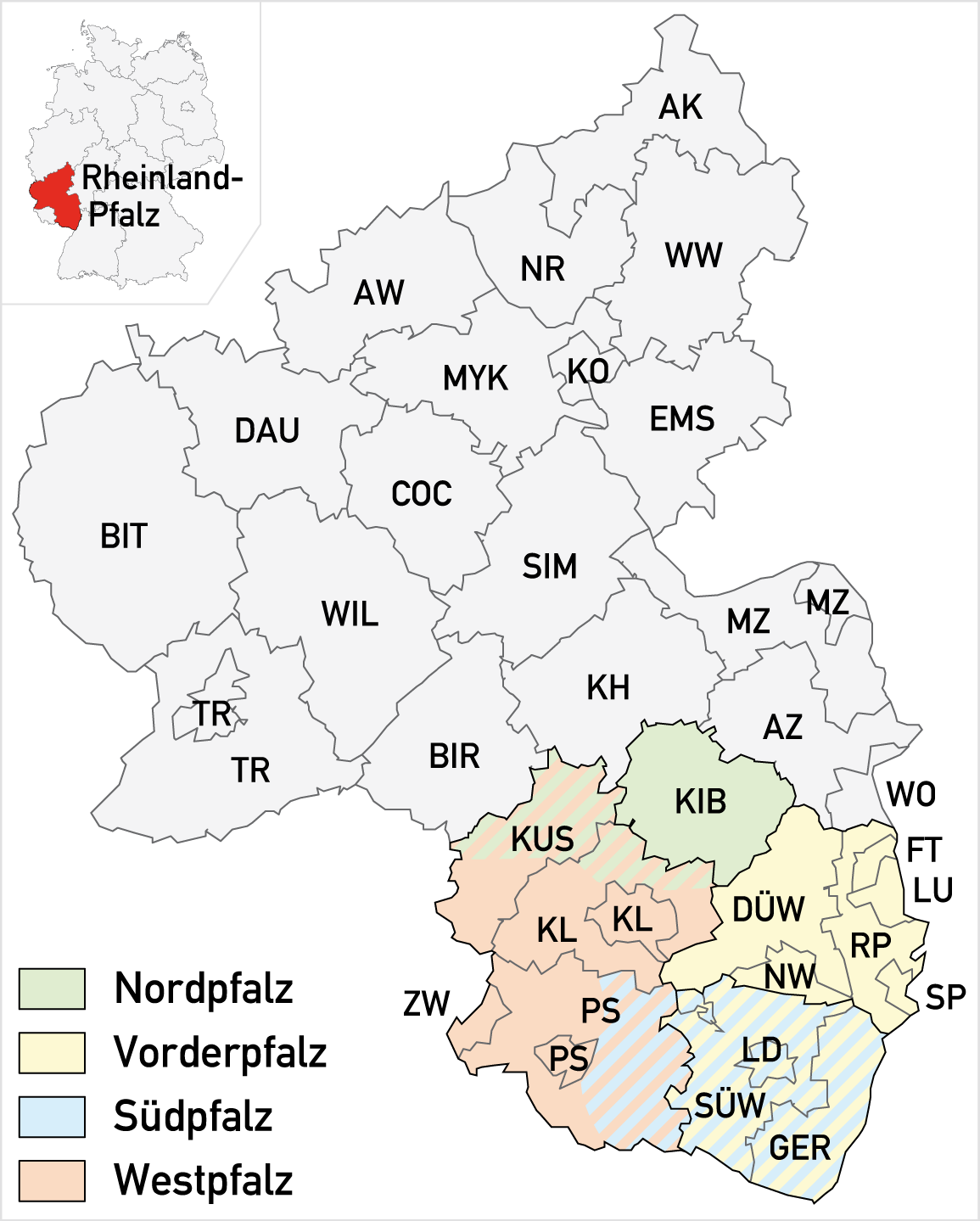
莱茵兰-普法尔茨州地图
北普法尔茨的位置

北普法尔茨（德語：Nordpfalz）是德国西南部的一个地区，面积仅为650平方公里，是德国莱茵兰-普法尔茨州普法尔茨地区最小的地带。 

## 地理
顾名思义，北普法尔茨即普法尔茨地区的北部。北普法尔茨几乎全地区属于北普法尔茨山地，最高峰为海拔686.5米的唐纳山。 
普法尔茨的其他地区为前普法尔茨、南普法尔茨与西普法尔茨。 

## 城镇
北普法尔茨人烟稀少，最大的三个城镇的人口数均少于10000： 
- 艾森贝格
- 基希海姆博兰登
- 罗肯豪森